# The Birthday Party

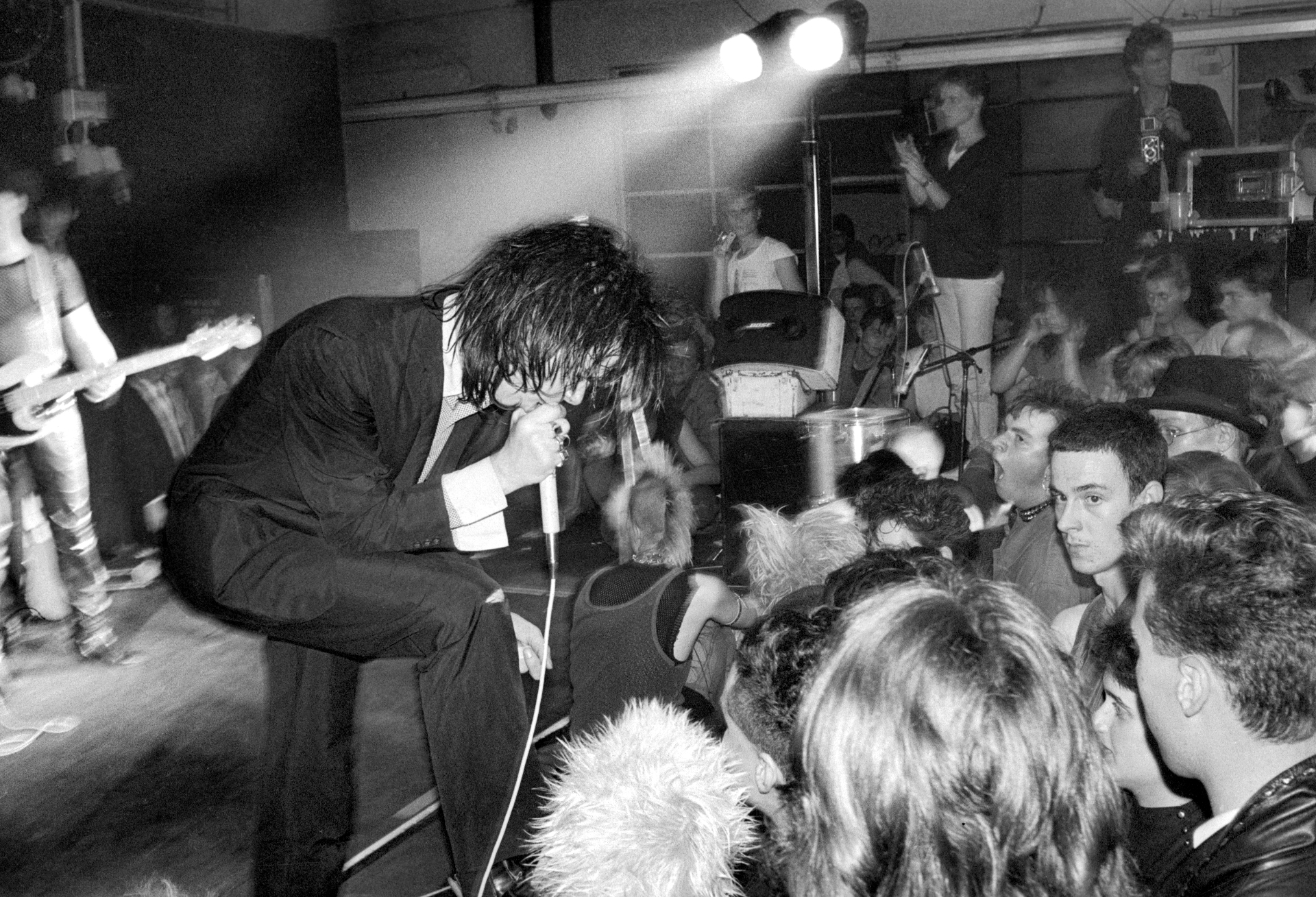
Nick Cave en Köln en 1984.

The Birthday Party fue una banda australiana de rock gótico fundada como The Boys Next Door en 1977, por el cantante Nick Cave, el guitarrista Rowland S. Howard, el bajista Tracy Pew, el baterista Phill Calvert y el guitarrista y luego baterista (tras la partida de Calvert) Mick Harvey, nacidos en Australia. A pesar de destacar en la escena musical Post-punk, la banda no obtuvo éxito comercial, separándose en 1983. Después de eso, Nick Cave y Mick Harvey forman Nick Cave And The Bad Seeds con la que consiguen éxito, mientras que Rowland S. Howard se va a formar otras bandas y a ser solista.

## Historia
En la década de 1970, tres escolares del Caulfield Grammar School en Melbourne, Australia, Nick Cave, Mick Harvey y Phill Calvert forman The Boys Next Door, incluyendo a Tracy Pew en bajo poco después, aunque esto se toma como un proyecto serio a mediados de la década con el movimiento punk australiano. A fines de 1978, Rowland S. Howard se une a la banda y al poco tiempo el quinteto saca su éxito Shivers, incluido en su único álbum Door, Door, de 1979.
Sin embargo, debido a problemas en Australia, la banda decide trasladarse a Londres, Inglaterra, donde se comienza a llamar The Birthday Party. Lanzan su primer álbum Prayers On Fire, en 1981, ganando elogios por parte de las prensas británica y estadounidense.
Pero cuando el grupo se preparaba para grabar el siguiente álbum, el bajista Tracy Pew es arrestado en Melbourne por conducir ebrio, así que este tuvo que ser reemplazado en los conciertos por Chris Walsh de The Moodists, Barry Adamson de Magazine y Visage, y Harry Howard, hermano de Rowland S. Howard. Por ello, Adamson también participó en algunas canciones del siguiente álbum del grupo, Junkyard, de 1982. En mayo de ese mismo año, Pew retorna a la banda, pero al cabo de un tiempo, la banda echa a Phil Calvert, quien es reemplazado por el mismo Mick Harvey, guitarrista de la banda como Rowland S. Howard.
Los problemas dentro de la banda por ese entonces estaban destacando, siendo echado Calvert en medio de ellos. Por ese entonces, el grupo se traslada a Alemania Occidental, estableciéndose en el entonces Berlín Occidental, que les inspiraba más que Londres. En Alemania, el grupo comenzó a colaborar con Lydia Lunch y Einstürzende Neubauten. En 1983, el grupo lanza los EP The Bad Seed y Mutiny. A mediados de ese año , Mick Harvey se niega a hacer la siguiente gira, en Oceanía, y deja la banda, siendo reemplazado por Des Heffner. Después de tres conciertos en Melbourne, Australia, el grupo se disuelve.
Luego de la separación de The Birthday Party, cada miembro toma distintos caminos. Nick Cave se reúne con Mick Harvey y Barry Adamson, con quienes forma Nick Cave And The Bad Seeds, cuyo miembro más permanente es el mismo Cave. Tracy Pew se integró a The Saints por un tiempo y murió de un ataque epiléptico en 1986. Rowland S. Howard se unió a Crime and the City Solution, junto con su hermano Harry y Mick Harvey, para luego formar These Immortal Souls y de ahí para ser solista, falleciendo de cáncer al hígado el 30 de diciembre de 2009.

## Discografía

### Álbumes
- Hee Haw (1979)
- The Birthday Party (1980)
- Prayers on Fire (1981)
- Junkyard (1982)

### Compilaciones
- Hits (4AD, 1998)